# Холокост в Ивацевичском районе
Холокост в Иваце́вичском районе — систематическое преследование и уничтожение евреев на территории Ивацевичского района Брестской области оккупационными властями нацистской Германии и коллаборационистами в 1941—1944 годах во время Второй мировой войны, в рамках политики «Окончательного решения еврейского вопроса» — составная часть Холокоста в Белоруссии и Катастрофы европейского еврейства.

## Геноцид евреев в районе
Ивацевичский район был полностью оккупирован немецкими войсками 26 июня 1941 года, и оккупация длилась более трёх лет — до 12 (14) июля 1944 года.
Вся полнота власти в районе принадлежала нацистской военной оккупационной администрации, действующей через созданные вермахтом полевые и местные комендатуры. Во всех крупных деревнях района были созданы районные (волостные) управы и полицейские гарнизоны из белорусских коллаборационистов.
Для осуществления политики геноцида и проведения карательных операций сразу вслед за войсками в район прибыли карательные подразделения войск СС, айнзатцгруппы, зондеркоманды, тайная полевая полиция (ГФП), полиция безопасности и СД, жандармерия и гестапо.
Одновременно с оккупацией нацисты и их приспешники начали поголовное уничтожение евреев. «Акции» (таким эвфемизмом гитлеровцы называли организованные ими массовые убийства) повторялись множество раз во многих местах. В тех населённых пунктах, где евреев убили не сразу, их содержали в условиях гетто вплоть до полного уничтожения, используя на тяжёлых и грязных принудительных работах, от чего многие узники умерли от непосильных нагрузок в условиях постоянного голода и отсутствия медицинской помощи.
Оккупационные власти под страхом смерти запретили евреям снимать жёлтые латы или шестиконечные звёзды (опознавательные знаки на верхней одежде), выходить из гетто без специального разрешения, менять место проживания и квартиру внутри гетто, ходить по тротуарам, пользоваться общественным транспортом, находиться на территории парков и общественных мест, посещать школы.
Многие евреи в Ивацевичском районе были убиты во время карательной операции нацистов «Припятские болота» (Pripiatsee) или «Припятский марш», проводившейся с 19 июля по 31 августа 1941 года. План этой операции был разработан в штабе войск СС при рейхсфюрере СС Гиммлере и ставил целью отработку и проведение первых массовых убийств евреев войсками СС на территории Белоруссии. Непосредственными исполнителями операции были кавалерийская бригада СС, а также 162-я и 252-я пехотные дивизии под общим руководством высшего начальника СС и полиции тыла группы армий «Центр» группенфюрера СС Бах-Зелевского (Целевского). Всего только в этом районе отряд СС убил не менее 2000 евреев, в том числе и в деревнях Вулька (Волька), Выгоноши и Глина.
5 августа 1941 года были убиты евреи в деревне Великая Гать — более 400 евреев и 18 человек местных активистов. Каратели на лошадях окружили местечко, а затем согнали на базарную площадь всё еврейское население. Мужчин отделили от стариков, женщин и детей. Мужчинам объявили, что их направят на работу, построили в колонну, под конвоем отвели на окраину деревни и расстреляли у рвов. Затем расстреляли женщин, стариков и детей. Всего в деревне были убиты свыше 400 евреев.
Еврейский юноша Рубахо Шимель во время расстрела евреев пас лошадей, его схватили на следующий день двое местных полицейских и расстреляли по собственной инициативе.
За время оккупации практически все евреи Ивацевичского района были убиты, а немногие спасшиеся в большинстве воевали впоследствии в партизанских отрядах. Самые массовые убийства евреев района произошли в Бытене (2000 человек), Ивацевичах, Коссово, Телеханах, Святой Воле, Меречёвщине и Рудне (Бытенский сельсовет) (2000 человек).

## Гетто
Реализуя нацистскую программу уничтожения евреев, немцы создавали гетто почти во всех городах и населённых пунктах Беларуси, где проживало еврейское население. Так и в Ивацевичском районе оккупанты создали 7 гетто:
- в Бытеньском гетто (лето 1941 — 25.12.1942) нацистами и коллаборационистами были замучены и убиты от 2000 до 3000 евреев.
- в Ивацевичском гетто (лето 1941 — 11.08.1942) были замучены и убиты более 1000 евреев.
- в Коссовском гетто (конец июня 1941 — 25.08.1942) нацистами и полицаями были замучены и убиты примерно 4500 евреев.
- в Меречёвщинском гетто (лето 1941 — 25.08.1942) были убиты около 3000 евреев вместе с евреями из Коссово.
- в Святовольском гетто (лето 1941 — март 1942) были убиты около 1000 евреев.
- в Телеханском гетто (июль 1941 — 07.08.1941) были убиты около 2000 евреев.

### Гетто в Рудне
Деревня Рудня (Бытенский сельсовет) была оккупирована с конца июня 1941 года до 10 июля 1944 года.
Евреев деревни нацисты согнали в гетто.
25 июля 1942 года немцы гетто было ликвидировано, а последние ещё живые 980 евреев были убиты.
Всего в Рудне были убиты около 2000 евреев (вместе с евреями из Бытени). В 1968 году в память о них был установлен памятник — в 800 метрах к востоку от деревни.

## Праведники мира
В Ивацевичском районе три человека были удостоены почётного звания «Праведник народов мира» от израильского мемориального института «Яд Вашем» «в знак глубочайшей признательности за помощь, оказанную еврейскому народу в годы Второй мировой войны»:
- Русецкие Ефим и Юлия — за спасение 28 евреев (в том числе Зимака Захара и Александры) в Коссово[24].
- Коконь Никифор — за спасение Лясман Степана и Эстер в деревне Добромысль[25].

## Память
Опубликованы неполные списки жертв геноцида евреев в Ивацевичском районе.
Памятники жертвам Катастрофы установлены в урочище Яловасто и в урочище Меречёвщина около Коссово, в Святой Воле, Бытене, Телеханах и в Рудне (Бытенский сельсовет).